# Monkton, Vermont
Monkton är en kommun (town) i Addison County i delstaten Vermont i USA. Vid folkräkningen år 2000 bodde 1 759 personer på orten. Den har enligt United States Census Bureau en area på totalt 93,8 km², varav 0,5 km² är vatten.  